# Limnephilus turanus
Limnephilus turanus är en nattsländeart som först beskrevs av Martynov 1928.  Limnephilus turanus ingår i släktet Limnephilus och familjen husmasknattsländor. Utöver nominatformen finns också underarten L. t. hermonianus.